# Fort Jesus

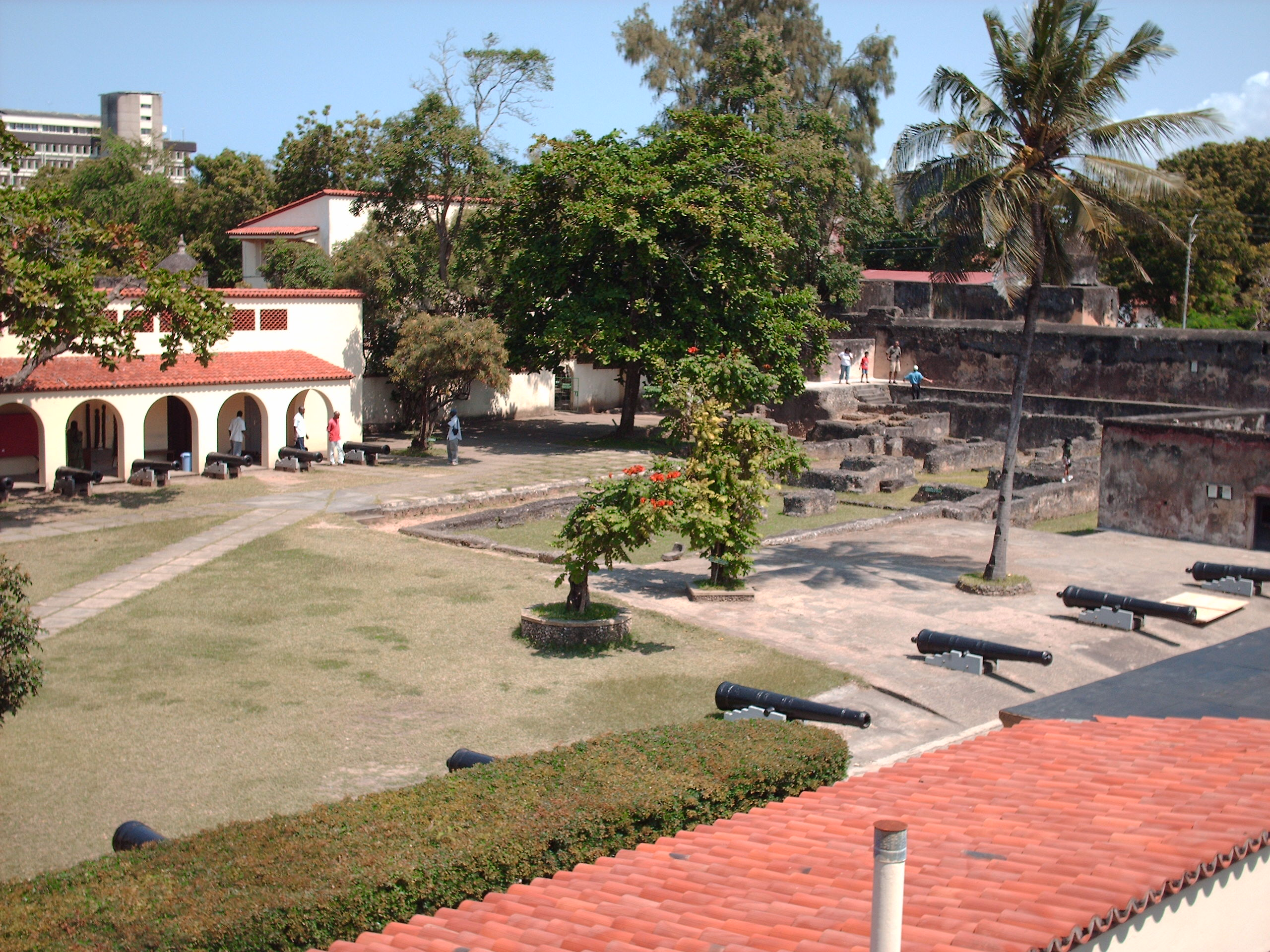
Nádvoří pevnosti Fort Jesus.

Fort Jesus (port. Forte Jesus), česky Pevnost Jesus je bývalá portugalská pevnost v keňské Mombase. Dal ji postavit v roce 1591 král Filip I. Portugalský, tehdejší vládce sjednoceného portugalského a španělského království, na ochranu starého města. Při pohledu ze vzduchu má tvar člověka a bylo jí dáno jméno Jesus (Ježíš). V roce 2011 byla pevnost zařazena do Světového kulturního dědictví Unesco jako výborně zachovaný příklad portugalské vojenské architektury 16. století.
Šlo o první pevnost mimo Evropu, postavenou tak, aby odolala střelbě z děl. Je to dodnes jeden z nejlepších příkladů portugalské koloniální a pevnostní architektury, byť lety změněný zásahy pozdějších držitelů. Architektura kombinuje portugalské, arabské (ománské) a britské prvky, což byly národy, které ji mezi 16. a 19. stoletím ovládaly.

## Název
Název pevnosti je často mylně odvozován od Ježíše Krista, vznikl však špatným překladem jména Ománského šejka Isa bin Tarifa, který pevnost obléhal v roce 1837 (Isa je také pojmenování Ježíše v Koránu – jako prorok Isa), do angličtiny vinou tehdejších britských obránců pevnosti.[zdroj?]

## Fort Jesus dnes
Fort Jesus je dnes populární destinace pro domácí i zahraniční turisty. Kromě samotného účelu turisticky vyhledávaného cíle slouží pevnost i pro četné výzkumné programy, konzervační laboratoř, výzkumné oddělení a pro kanceláře ochrany starého města.

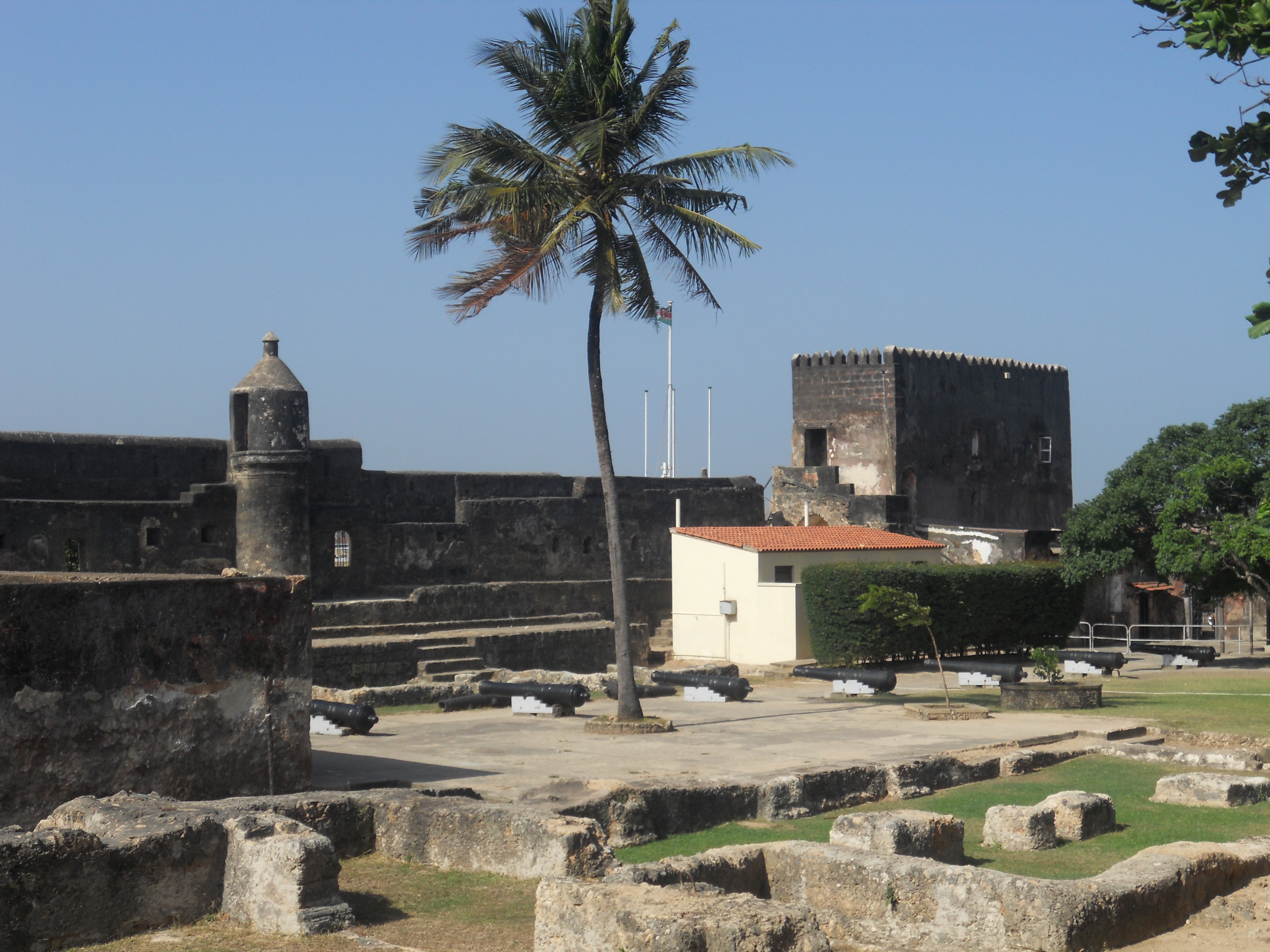
Pevnost Fort Jesus